# Stefan Mazurkiewicz
Pour les articles homonymes, voir Mazurkiewicz.
Stefan Mazurkiewicz (1888-1945) est un mathématicien polonais qui travaille dans les domaines de l'analyse mathématique, la topologie et les probabilités.

## Biographie
Mazurkiewicz est un étudiant de Wacław Sierpiński et membre (en 1917) de l'Académie polonaise des arts et des sciences (Polska Akademia Umiejętności, PAU) et (en 1922) de l'Académie polonaise des sciences (PAN). Il est l'un des principaux représentants de l'École mathématique de Varsovie.
En 1917, il devient membre de la Société des sciences et des lettres de Varsovie, dont il est le secrétaire général à partir de 1935. Il est président de la Société mathématique de Pologne en 1933-35.
En 1919, il devient professeur à l'université de Varsovie et en 1937 le vice-recteur.
Le théorème de Hahn-Mazurkiewicz, résultat basique à propos des courbes, suscité par le phénomène des courbes de Peano, a pour origine le travail de Mazurkiewicz et de Hans Hahn. Son article de 1935 Sur l'existence des continus indécomposables « est généralement considéré comme le plus fin travail de topologie générale ».
Pendant la Guerre russo-polonaise de 1920, Mazurkiewicz casse le code secret russe pour le Biuro Szyfrów (l'agence de cryptologie de l'État-major polonais). Grâce à cela, les ordres de l'équipe du commandant soviétique Mikhaïl Toukhatchevski étaient connus des chefs de l'armée polonaise. Cela contribue substantiellement à la victoire polonaise à la bataille de Varsovie, ce qui permet l'existence de la Pologne comme pays indépendant jusqu'à la Seconde Guerre mondiale.